# 김영민 (성우)
김영민(1959년 9월 20일 ~ 2020년 5월 26일)은 한국의 남자 성우다. 1983년 KBS 18기 공채 성우로 데뷔, KBS 성우극회 부회장 한국성우협회 홍보이사를 역임했으며 수많은 외화와 만화 시리즈, 라디오 드라마에서 주 조연으로 특히 각 방송사 쇼 예능 원조 성우로서 보이스 MC와 관찰 프로그램 내레이션을 최초로 시작해 성우들의 예능 프로그램 진출의 문을 열었다. 연극배우와 다운타운가 DJ 출신으로 탈랜트 안문숙과 함께 서울교통방송 "4시를 잡아라"를 진행했으며 ETN 매일 밤 9시부터 11시까지  "김영민의 라디오스타" DJ등 여러 방송사 다양한 프로그램에서 활동했다. KBS 입사 전 MBC TV 예능 영11 구성작가, 2001년 2002년에는 영화제작 "개판"을 총지휘한 특이 경력도 있다. 글쓰기를 좋아해 가수 방미 (바람새)를 비롯한 다수의 대중가요 작사와 2013년 10월 월간 창조문예를 통해 등단한 시인으로 등단과 동시에 출판된 시집(사랑배달 왔습니다)이 있다. 2011년에는 KBS 라디오 연기대상. 2014년 대한민국 문화연예대상. 성우대상 2018년 3월 15일 한국문화예술대상 성우대상을 수상했으며 한국의 대표적 스타성우 중 한 명이다. 2020년 5월 26일 뇌출혈로 사망했다.

## 주요 작품

### 전담 배우
- 웨슬리 스나이프스
  - 《머더 1600》(KBS) - 리지스
  - 《투 웡 푸》(KBS) - 녹시마 잭슨
  - 《머니 트레인》(KBS) - 존

### 외화
- 《가을의 전설》(KBS) - 알프레드(아이단 퀸)
- 《닥터후 시즌 1》(KBS) - 달렉 황제(니콜라스 브릭스)
- 《목격자》(SBS) - (아이단 퀸)
- 《자유의 절규》(SBS) - (덴절 워싱턴)
- 《경찰서를 털어라》(KBS) - 마일즈(마틴 로렌스)
- 《낫씽 투 루즈》(KBS) - 폴 T(마틴 로렌스)
- 《신용문객잔》(KBS) - 조소흠(견자단)
- 《동성서취》(KBS) - 소방주 홍칠(장학우)
- 《천녀유혼3》(KBS) - 연적화(장학우)
- 《그레이 아나토미》(KBS) - 프레스톤 버크(아이제이아 워싱턴)
- 《플래툰》(KBS) - 러너(조니 뎁)
- 《쿵푸 허슬》(KBS) - 도끼파 두목(진국곤)
- 《기사 윌리엄》(KBS) - 와트(앨런 튜딕)
- 《맬리스》(KBS)
- 《공포의 특급열차》(KBS)
- 《타임라인》(KBS)
- 《시암 선셋》(KBS) - 마틴
- 《화이트 히어로》(KBS) - 로퍼(데이먼 웨이언스)
- 《명탐정 디씨》(KBS) - 지크(더크 E. 더그)
- 《천장지구2》(KBS) - 화선
- 《7월의 축제》(KBS) - 제드(제임스 퓨어포이)
- 《라스트 모히칸》(KBS)
- 《데스페라도》(KBS) - 부초(조아킹 드 알메이다)
- 《식스 맨》(KBS) - 엘튼(카딤 하디슨)
- 《언더시즈 2》(KBS) - 바비(모리스 체스트넛)
- 《미로》(KBS) - 래이(에두어드 몽투)
- 《흑협2》(KBS)
- 《돈가방을 든 수녀》(SBS)
- 《브랜단 & 트루디》(KBS)
- 《텀블위즈》(KBS)
- 《황비홍3》(KBS) - 번개발
- 《헌티드 힐》(KBS) - 에디(테이 딕스)
- 《아나콘다》(KBS) - 마테오(빈센트 카스텔라노스)
- 《어바웃 슈미트》(KBS) - 랜덜(더멋 멀로니)
- 《레지던트 이블》(KBS) - 윈(콜린 새먼)
- 《마틴을 위한 노래》(KBS) - 비더만(라인 브라이놀프슨)
- 《컷 런스 딥》(KBS) - 양호(김보)
- 《대사건》(KBS) - 에릭(장조휘)
- 《낫씽 투 루즈》(KBS) - 폴 T
- 《성전풍운》(KBS) - 레널
- 《랜드 앤 프리덤》(KBS)
- 《미지와의 조우》(KBS) - 랑콤(프랑수아 트뤼포)
- 《터미네이터2》(KBS) - 마일즈 다이슨(조 모턴)
- 《마지막 카운트다운》(KBS)
- 《국경선》(SBS) - 호치키스(에드 해리스)
- 《빠삐용》(KBS)
- 《레드 히트》(SBS)
- 《에이리언 2》(SBS)
- 《골치 아픈 여자》(KBS) - 경찰(짐 더간)
- 《포이즌 아이비》(SBS)
- 《늑대와 춤을》(KBS)
- 《아이언 이글》(SBS) - 공군 조종사(케빈 엘더스)
- 《다이하드》(SBS) - 아가일(데보라 와이트) / 안내원(릭 시세티)
- 《다이하드 2》(SBS) - 스튜어트의 부하(돈 하비) / 리처드의 동료(로버트 마틴 스테인버그) / 관제탑 직원
- 《슈퍼맨 3》(KBS) - 브래드(개번 오헐리히)
- 《흐르는 강물처럼》(KBS) - 폴과 노먼의 친구(마이클 커들리츠) / 폴의 신문사의 직원 / 폭력범 / 제시의 동생
- 《사랑의 경주》(KBS) - 브루스터의 친구(버트 레이놀즈) / 클라랑스(어니스트 딕슨)
- 《클리프행어》(KBS) - 카이넷(리온 로빈슨)
- 《반 헬싱》(KBS) - 카일(데이빗 웬햄)
- 《프리잭》(KBS) - 빅터의 부하(이사이 모랄레스)
- 《OK 목장의 결투》(KBS) - 버질(존 허드슨) / 찰스(얼 홀리먼)
- 《정고전가》(KBS) - 마이클(이자웅)
- 《경천 12시》(KBS) - 테러범 대장(찬호)
- 《못말리는 로빈 후드》 (KBS) - 어쭈(데이브 채펠) / 돈 지오바니의 부하(스티브 탱코라)
- 《딥 라이징》 (KBS) - 메이슨(클리프턴 파월)
- 《20 30 40》(KBS) - 테니스 코치(임현제)
- 《어느 날 밤에 생긴 일》 (KBS) - 주유소 점원(어빙 베이컨)
- 《4차원의 포로》 (SBS) - 멘델(리처드 슈랜드)
- 《스미스씨 워싱턴에 가다》(KBS) - 원내총무(H. B. 워너)
- 《푸른 하늘 아래서》(KBS) - 마크(이반 딕슨)
- 《의적 실버브레이드》(KBS) - 루돌프(크리스토퍼 카제노브)
- 《성룡의 시티헌터》 (SBS) - 혜향의 오빠(단립문) / 맥도날드의 부하(노혜광)
- 《인어의 노래》 (KBS) - 바질(프레데릭 클라크)

### 애니메이션 더빙
- 《독수리 5형제》(KBS) - 베르크 캇쉐
- 《배트맨》(SBS) - 조커(처음) / 투페이스 / 미스터 프리즈 / 리들러 / 허수아비
- 《거북이 특공대》(SBS) - 라파엘
- 《출동! 지구특공대》(KBS) - 콰미
- 《아기공룡 덴버》(SBS) - 제레미
- 《베르사유의 장미》(KBS) - 로페즈
- 《고질라》(KBS) - 애니멀
- 《우주용사 씽씽캅》(KBS) - 주사위돌이
- 《디즈니 만화동산 - 헤라클레스》(KBS) - 이카루스
- 《말괄량이 삼총사》(KBS)
- 《미래영웅 아이언리거》(SBS) - 태풍 / 다크엔젤
- 《달려라 부메랑》(SBS)
- 《이겨라 승리호》(SBS) - 브롱코
- 《울트라 탐험대》(SBS)
- 《스페이스 몽키》(SBS) - 스파이어
- 《기동전함 나데카》(SBS) - 조팔봉 / 태풍
- 《무카무카 파라다이스》(KBS) - 록큰 / 눈사람
- 《몬스터》(투니버스) - 군터 미르히 등

수 많은 만화영화의 주조연 목소리.

### 라디오
- KBS 라디오 다큐멘타리 드라마 《대한민국 경제실록》 주연(고 박정희 대통령 역)을 비롯

수 많은 라디오 드라마 주조연 목소리.

### 연극
2006년 연극 "유츄프라카치아" (마크 맥과이어).

### 방송
- SBS 《생방송 TV가요 20》
- SBS 《충전 100%》
- SBS 《기쁜 우리 토요일》
- SBS 《뷰티플 라이프》
- MBC 《기인열전》
- MBC 《일요일 일요일 밤에》
- KBS 《폭소클럽》
- KBS 《비타민》
- KBS 《한국이 보인다》- 보행 브루노의 한국대장정,브루노의 태권 격파왕
- KBS 《야' 한밤에》
- KBS 《좋은나라 운동본부》
- KBS 《퀴즈쇼 사총사》
- MBC 《메디컬 쇼! 인체는 놀라워》
- MBC 《10대 세상! 내일이 보여요》
- iTV 《가요 베스트 10》
- iTV 《클릭 가요 베스트》
- iTV 《성인가요 베스트 30》
- KBS 《1 vs 100》 - 2009년 3월 3일 출연
- KBS  《엄마의 무릎학교》- 나란히 나란히
- KBS 《우주방송국 따따》- 짠짠밴드,꼭꼭 약속해,짠짠극장
- KBS 《가요무대》
- 각 방송사 수 많은 주요 예능프로그램 보이스 MC 및 나레이션

### 가요
- 방미 "바람새"
- 최성수 "빈 가슴의 아픔"
- 양수경 "사랑할 때는 가슴을 비워두지만"
- 박강성 "침묵"
- 이상우 "그대 눈빛 하나에"
- 해오라기 "만남없는 이별"
- 신계행 "마네킹 신부"
- 투 지 "널 사랑해" "운명" 등등 다수의 대중가요를 작사한 작사가와 2013년 [창조문예]를 통해 등단한 시인으로도 활동 중이다.

### 수상
- 1984 KBS 가사대상
- 1996 SBS 인기성우상
- 2011 KBS 라디오 연기대상
- 2013 한국성우협회 우정상
- 2014 대한민국문화연예 성우대상
- 2018 한국문화예술인 성우상

## 가족 관계
- 아들 : 김단
  - 며느리 : 최선우
- 딸 : 김하람, 김예지
  - 사위 : 오진욱